# Ostrzyca (województwo lubelskie)
Ostrzyca – wieś w Polsce położona w województwie lubelskim, w powiecie krasnostawskim, w gminie Izbica.
Ostrzicza była wsią starostwa krasnostawskiego w 1570 roku. W latach 1975–1998 miejscowość położona była w województwie zamojskim.
Wieś stanowi sołectwo gminy Izbica.  Według Narodowego Spisu Powszechnego (III 2011 r.) wieś liczyła  mieszkańców.
Od roku 1938 we wsi funkcjonuje Koło Gospodyń Wiejskich powstałe dzięki staraniom nauczycielki Publicznej Szkoły Powszechnej Cecylii Czechowej, pochodzącej z Tarnogóry.
Wierni Kościoła rzymskokatolickiego należą do parafii św. Zofii w Tarnogórze.